# Rów Sundajski
Rów Sundajski (dawniej Rów Jawajski) – rów oceaniczny w północno-wschodniej części Oceanu Indyjskiego, rozciągający się z północnego zachodu na południowy wschód, ok. 300 km na południe od wysp Jawa i Sumatra. Długość wynosi 3200 km, głębokość maksymalna 7450 metrów, a nachylenie stoków 10°. Obszar jest aktywny sejsmicznie.